# Ogasawara-guntō
Ogasawara-guntō (japanisch 小笠原群島 ‚Ogasawara-Inselgruppe‘), auch Bonininseln, ist eine japanische Inselgruppe, die etwa 1000 Kilometer südöstlich der japanischen Hauptinsel Honshū liegt und sich südlich an die Izu-Inseln anschließt.
Der Name Bonininseln ist eine Ableitung französischer Kartographen aus dem japanischen munin (deutsch: „ohne Menschen“) = „Niemandsinseln“. Die Inselkette gehört zur Gemeinde Ogasawara, der einzigen Gemeinde der gleichnamigen Unterpräfektur innerhalb der Präfektur Tokio. Die Gesamtheit der zu dieser Gemeinde gehörigen Inseln sind auch unter der Sammelbezeichnung Ogasawara-Inseln (jap. Ogasawara-shotō) bekannt.

## Geschichte
Entdeckt wurden die Bonininseln (genauer die südliche Hahajima-Inselkette) vermutlich am 2. Oktober 1543 von dem spanischen Seefahrer Bernardo de la Torre, der sie Forfana nannte. Der erste japanische Kontakt mit den Inseln datiert von 1670, während die vermeintliche Entdeckung von 1543 sich nicht nachweisen lässt.
Die holländischen Seefahrer Quast und Tasman sichteten die Bonininseln 1639 und nannten sie Gracht. Die Inselgruppe besteht aus drei Gruppen, die durch tiefe Kanäle getrennt sind und sich über insgesamt etwa 73 km² erstrecken. Die Inseln als solche sind allesamt klein und eignen sich trotz der vielen steilen Berge für die landwirtschaftliche Nutzung in den grünen Tälern.
Anfangs unbewohnt, entstand um 1830 eine kleine Siedlung von Seeleuten und Hawaiianern auf der Peelsinsel (Chichi-jima). Diese Siedlung diente hauptsächlich zur Versorgung der Walfänger mit Lebensmitteln. Im Januar 1862 kolonisierte das japanische Tokugawa Schogunat die Bonininseln und nannte sie „Ogasawara-Inseln“ nach dem legendären Entdecker aus dem späten 16. Jahrhundert. Die Kolonisierung war ein Versuch des Schogunates, sich international zu behaupten und sich durch den Austausch mit den ansässigen Walfängern moderne Walfangtechnologien anzueignen. Ab 1876 wurde die Inselgruppe Teil des japanischen Staatsgebietes. Nach der Kapitulation Japans im August 1945 wurden die Bonininseln bis zu ihrer Rückgabe an Japan im Juni 1968 von den Vereinigten Staaten verwaltet.

## Kannibalismus
Neun amerikanische Soldaten wurden über Chichi-jima im September 1944 abgeschossen und acht davon gefangen genommen. Nachdem diese in Kriegsgefangenschaft gerieten, gefoltert und hingericht worden waren, aß man Körperteile von vier von ihnen. Nur der zukünftige US-Präsident George H. W. Bush überlebte, indem er von einem amerikanischen U-Boot aufgenommen wurde.

## Geographie
Ogasawara-guntō besteht aus folgenden Inselketten und Inseln mit einer gesamten Landfläche von 73 km², jeweils geordnet von Nord nach Süd und West nach Ost (Felsen (iwa) sind bis auf Ausnahmen nicht aufgeführt):

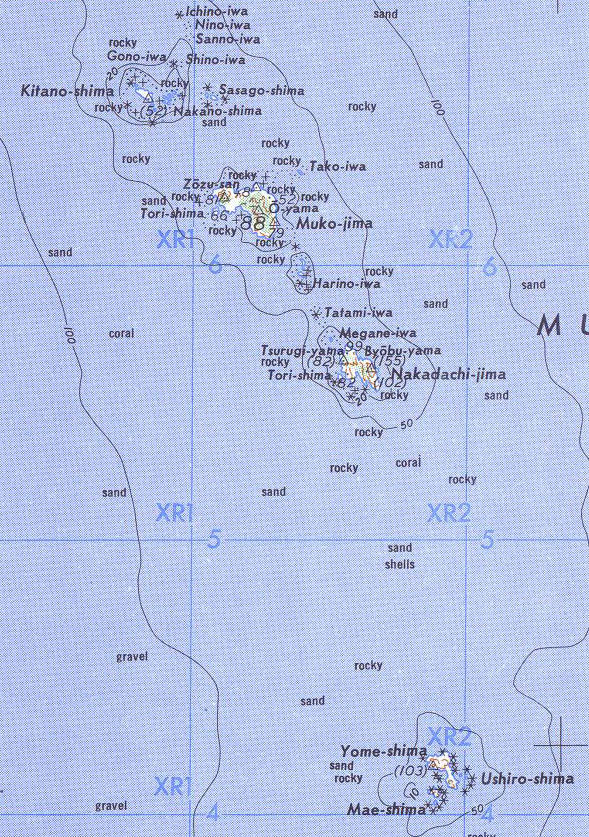
Karte der Mukojima-Inselkette

- Karte der Mukojima-Inselkette Mukojima-Inselkette (聟島列島, Mukojima-rettō) (6,57 km²)
  - Muko-jima (聟島, wörtlich: „Bräutigam-Insel“, 27° 41′ N, 142° 8′ O) (2,57 km²)
  - Kita-no-shima (北之島, wörtlich: „nördliche Insel“, 27° 43′ N, 142° 6′ O) (0,19 km²)
  - Naka-no-shima (中ノ島, wörtlich: „mittlere Insel“, 27° 43′ N, 142° 7′ O)
  - Sasago-jima (笹魚島, 27° 43′ N, 142° 7′ O)
  - Tori-shima (鳥島, wörtlich: „Vogelinsel“, 27° 41′ N, 142° 8′ O)
  - Hari-no-iwa (針之岩, wörtlich: „Angelhaken-Felsen“, 27° 40′ N, 142° 9′ O)
  - Nakōdo-jima (媒島, wörtlich: „Heiratsvermittler-Insel“, 27° 38′ N, 142° 11′ O) (1,58 km²)
  - Tori-shima (鳥島, wörtlich: „Vogelinsel“, 27° 37′ N, 142° 10′ O)
  - Yomejima-Inselkette (嫁島列島, Yomejima-rettō)[4]
    - Yome-jima (嫁島, wörtlich: „Braut-Insel“, 27° 30′ N, 142° 13′ O) (0,85 km²)
    - Mae-jima (前島, wörtlich: „vordere Insel“, 27° 29′ N, 142° 12′ O)
    - Ushiro-jima (後島, wörtlich: „hintere Insel“, 27° 30′ N, 142° 13′ O)

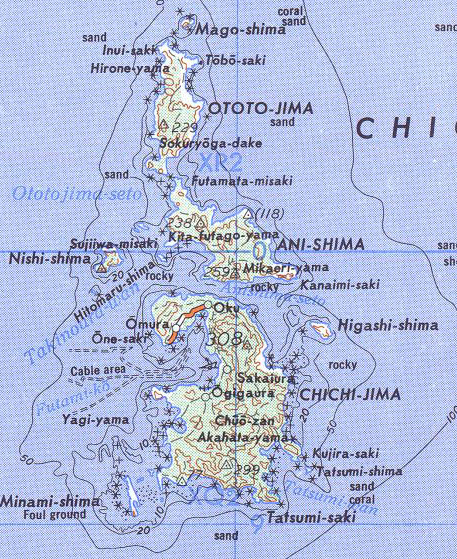
Karte der Chichijima-Inselkette

- Karte der Chichijima-Inselkette Chichijima-Inselkette (父島列島, Chichijima-rettō) (38,89 km²)
  - Chichi-jima (父島, wörtlich: „Vater-Insel“, 27° 4′ N, 142° 13′ O) (23,99 km²)
  - Mago-jima (孫島, wörtlich: „Enkel-Insel“, 27° 12′ N, 142° 12′ O)
  - Otōto-jima (弟島, wörtlich: „Kleiner-Bruder-Insel“, 27° 10′ N, 142° 11′ O) (5,30 km²)
  - Ani-jima (兄島, wörtlich: „Großer-Bruder-Insel“, 27° 7′ N, 142° 13′ O)
  - Hyōtan-jima (瓢箪島, wörtlich: „Kürbis-Insel“, 27° 8′ N, 142° 11′ O)
  - Nishi-jima (西島, wörtlich: „West-Insel“, 27° 7′ N, 142° 10′ O) (0,49 km²)
  - Hitomaru-jima (人丸島, 27° 7′ N, 142° 11′ O)
  - Nakadōri-jima (中通島, wörtlich: „mittlerer-Weg-Insel“, 27° 6′ N, 142° 12′ O)
  - Higashi-jima (東島, wörtlich: „Ost-Insel“, 27° 6′ N, 142° 15′ O) (0,28 km²)
  - Tatsumi-jima (巽島, wörtlich: „Südost-Insel“, 27° 3′ N, 142° 14′ O)
  - Tate-jima (縦島, wörtlich: „vertikale Insel“, 27° 3′ N, 142° 11′ O)
  - Kannuki-jima (閂島, wörtlich: „Riegel-Insel“, 27° 3′ N, 142° 11′ O)
  - Minami-jima (南島, wörtlich: „Süd-Insel“, 27° 2′ N, 142° 11′ O) (0,34 km²)
  - Reigan-jima (霊岸島, wörtlich: „Seelenufer-Insel“, 27° 2′ N, 142° 11′ O)

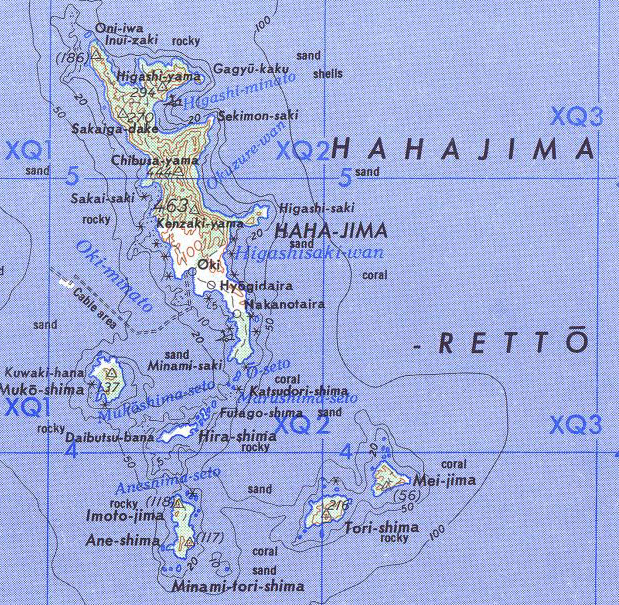
Karte der Hahajima-Inselkette

- Karte der Hahajima-Inselkette Hahajima-Inselkette (母島列島, Hahajima-rettō) (27,54 km²)
  - Haha-jima (母島, wörtlich: „Mutter-Insel“, 26° 40′ N, 142° 10′ O) (20,80 km²)
  - Katsuodori-shima (鰹鳥島, wörtlich: „Brauntölpel-Insel“, 26° 36′ N, 142° 11′ O)
  - Okatsudori-jima (小鰹鳥島, wörtlich: „kleine Brauntölpel-Insel“, 26° 36′ N, 142° 10′ O)
  - Nakakatsuodori-jima (中鰹鳥島, wörtlich: „mittlere Brauntölpel-Insel“, 26° 36′ N, 142° 11′ O)
  - Mukō-jima (向島, wörtlich: „gegenüberliegende Insel“, 26° 36′ N, 142° 8′ O) (1,45 km²)
  - Maru-jima (丸島, wörtlich: „runde Insel“, 26° 36′ N, 142° 10′ O)
  - Futago-jima (二子島, wörtlich: „Zwillingskind-Insel“, 26° 35′ N, 142° 10′ O)
  - Hira-jima (平島, wörtlich: „flache Insel“, 26° 35′ N, 142° 9′ O) (0,60 km²)
  - Mei-jima (姪島, wörtlich: „Nichte-Insel“, 26° 34′ N, 142° 14′ O) (1,13 km²)
  - Tori-shima (鳥島, wörtlich: „Vogelinsel“, 26° 34′ N, 142° 14′ O)
  - Yagi-shima (野羊島, wörtlich: „Wildziegen-Insel“, 26° 34′ N, 142° 13′ O)
  - Imōto-jima (妹島, wörtlich: „Kleine-Schwester-Insel“, 26° 33′ 34″ N, 142° 12′ 34″ O) (1,36 km²)
  - Tori-shima (鳥島, wörtlich: „Vogelinsel“, 26° 33′ N, 142° 12′ O)
  - Kitatori-shima (北鳥島, wörtlich: „nördliche Vogelinsel“, 26° 34′ N, 142° 10′ O)
  - Ane-jima (姉島, wörtlich: „Große-Schwester-Insel“, 26° 33′ 15″ N, 142° 9′ 25″ O) (1,67 km²)
  - Minamitori-shima (南鳥島, wörtlich: „südliche Vogelinsel“, 26° 32′ N, 142° 9′ O)

Chichi-jima und Haha-jima sind die einzigen bewohnten Inseln, mit einer Bevölkerung von rund 2000 bzw. 440. Bis zum Zweiten Weltkrieg war auch Muko-jima bewohnt, 1939 mit einer Bevölkerung von 46. Auf den Inseln werden Zuckerrohr, Ananas, Bananen und versuchsweise in den 1980er-Jahren, Kaffee angebaut. Des Weiteren gibt es Edelhölzer; insbesondere Zedern-, Buchen-, Buchsbaum-, Rosen- und Sandelholz werden exportiert.
Heute zählen die Inseln zu den isoliertesten Teilen Japans, denn sie sind nur mit einer 24-stündigen Schifffahrt erreichbar. Die Linienschiffe legen zweimal in der Woche in Tokio ab. Von der japanischen Bauindustrie und von Politikern wird seit längerem der Bau eines Flughafens gefordert, dem die einheimische Bevölkerung aber skeptisch gegenübersteht.
Gelegentlich wird die 130 km westlich von Chichi-jima relativ isoliert gelegene kleine Insel Nishinoshima (27° 15′ N, 140° 52′ O), auch Rosario Island genannt, zu den Bonininseln gerechnet. Dies ist geographisch nicht korrekt, da diese Insel durch den mehr als 4000 Meter tiefen Ogasawara-Trog von den Bonininseln getrennt ist und auf der gleichen untermeerischen Schwelle wie die weiter südlich gelegene Inselkette Kazan-rettō liegt.

## Geologie
Nach den Inseln ist das Gestein Boninit benannt, ein durch Subduktionsprozesse entstandenes Vulkangestein.

## Galerie

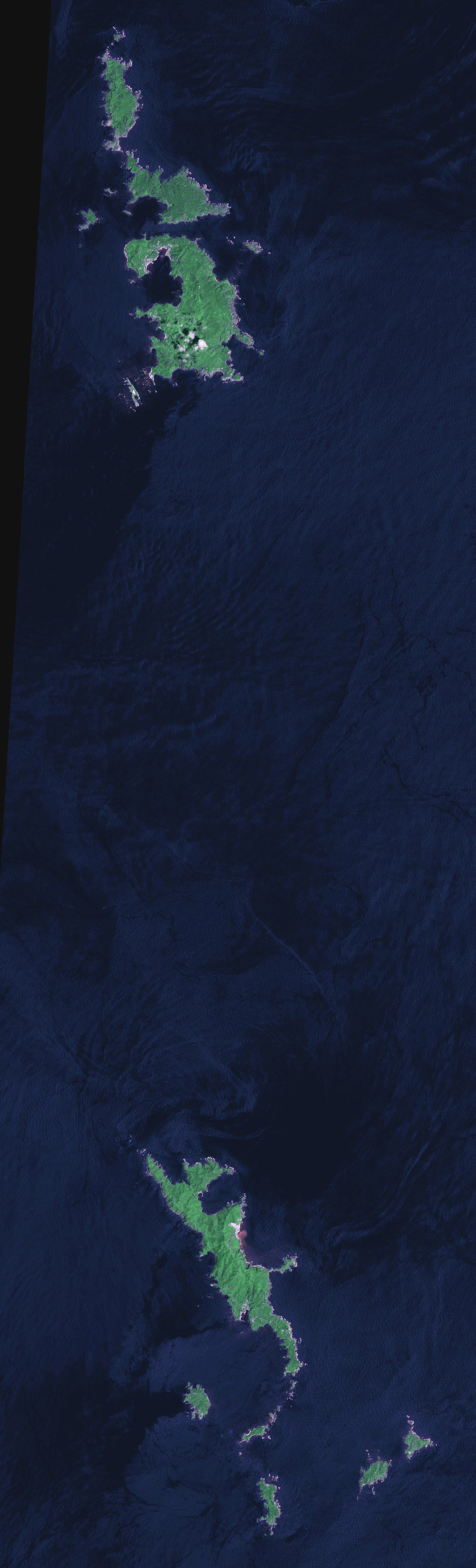
Chichijima und Hahajima
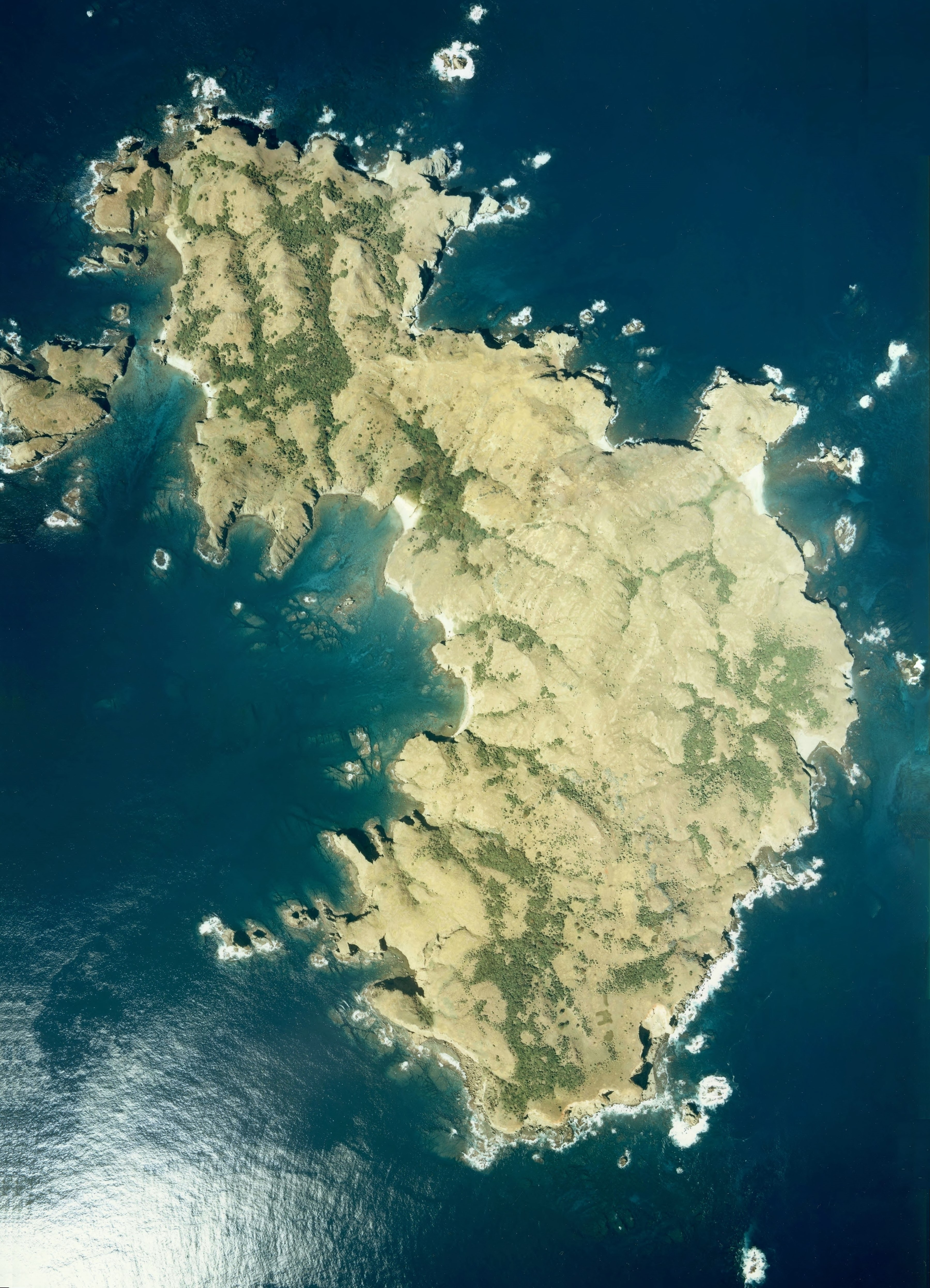
Mukō-jima
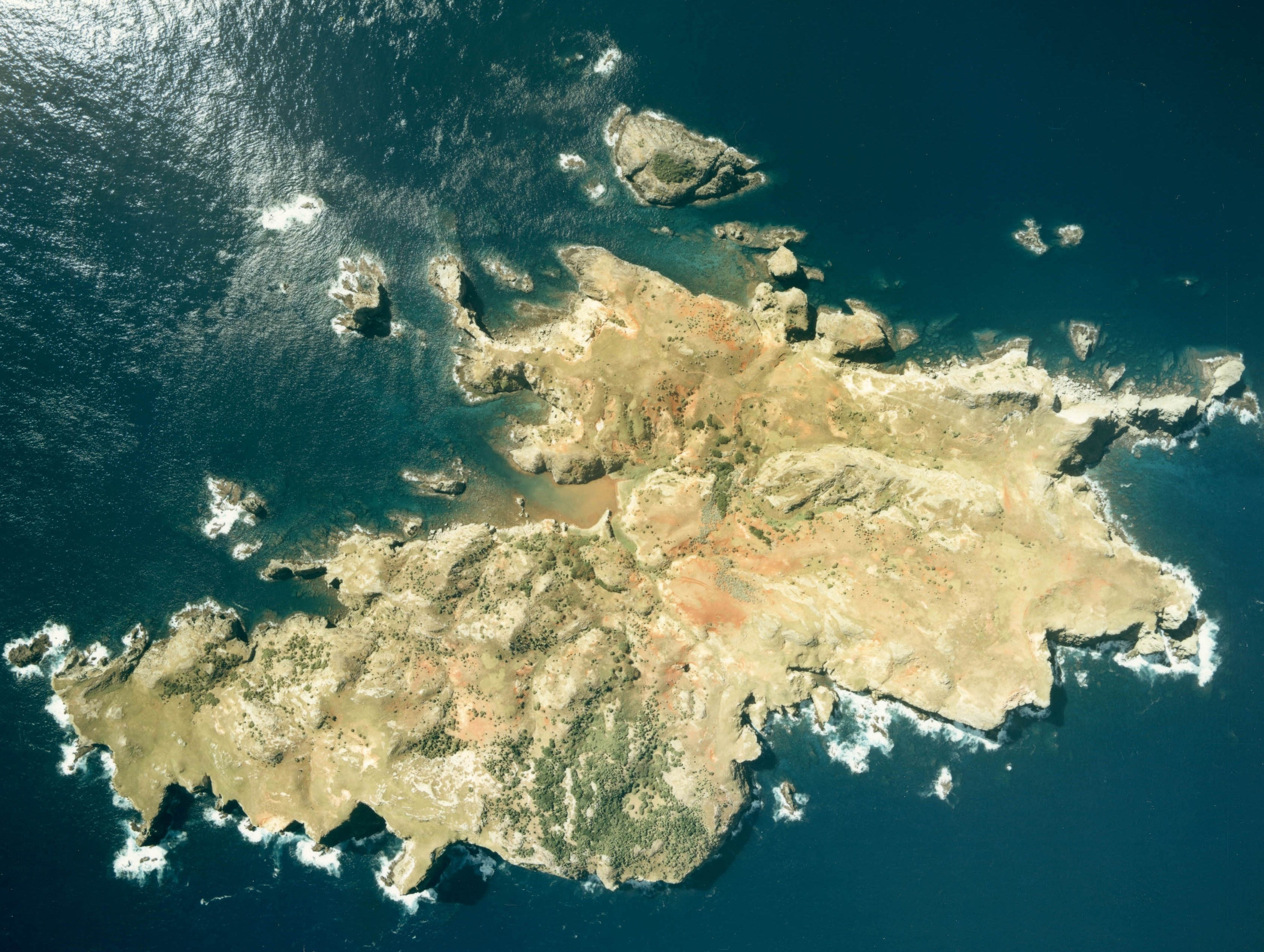
Nakadōri-jima
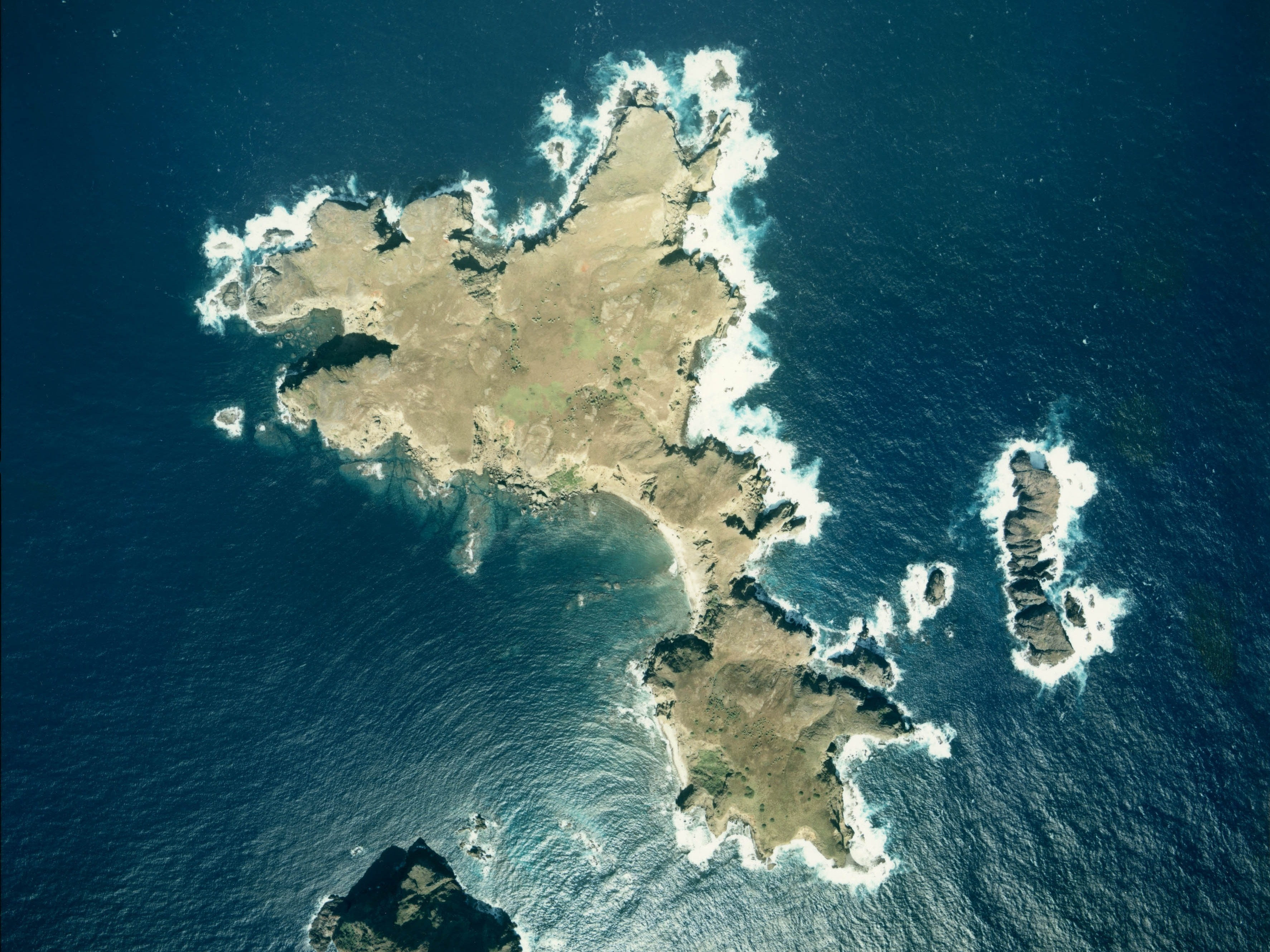
Yome-jima
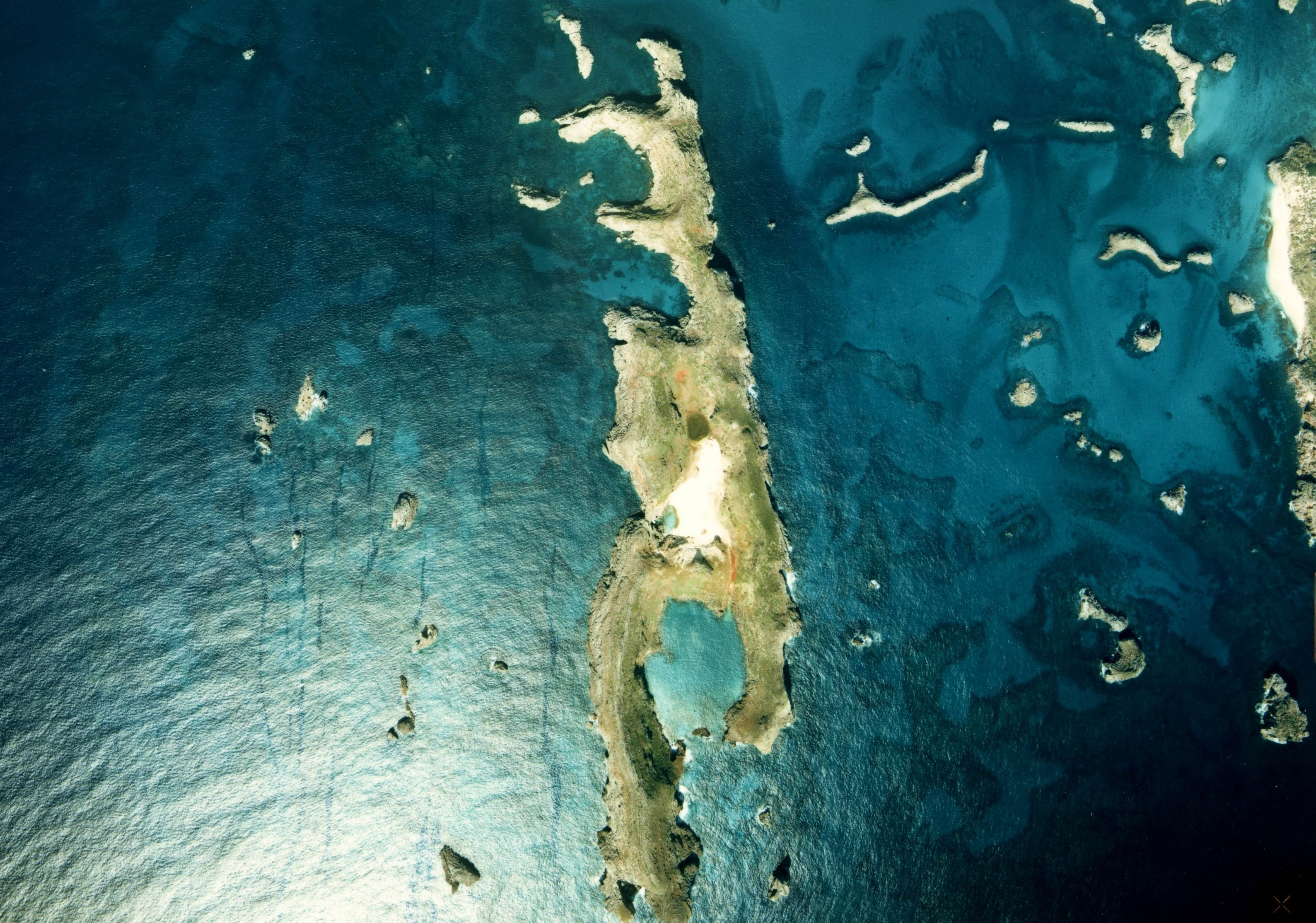
Minami-jima
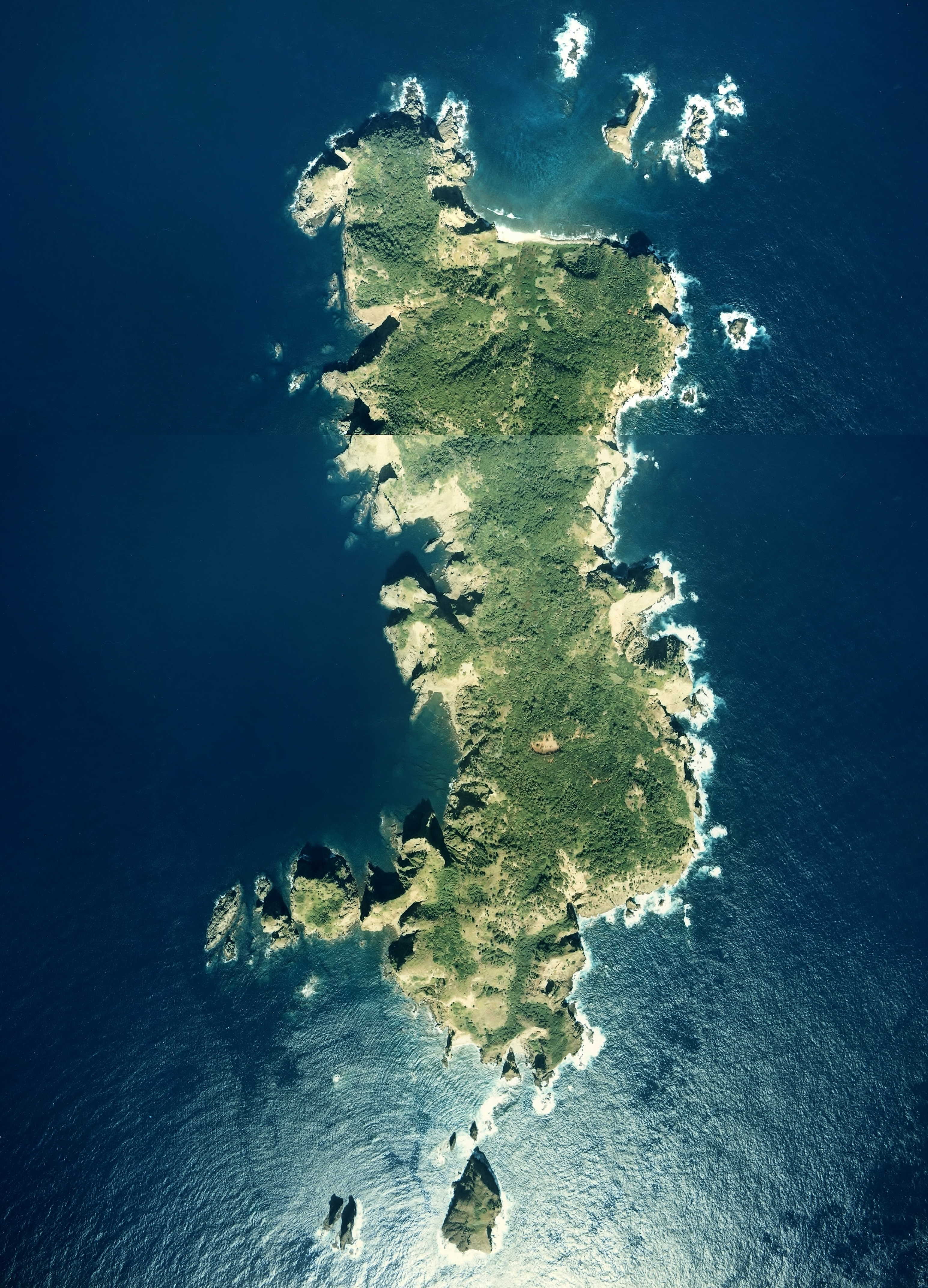
Ane-jima
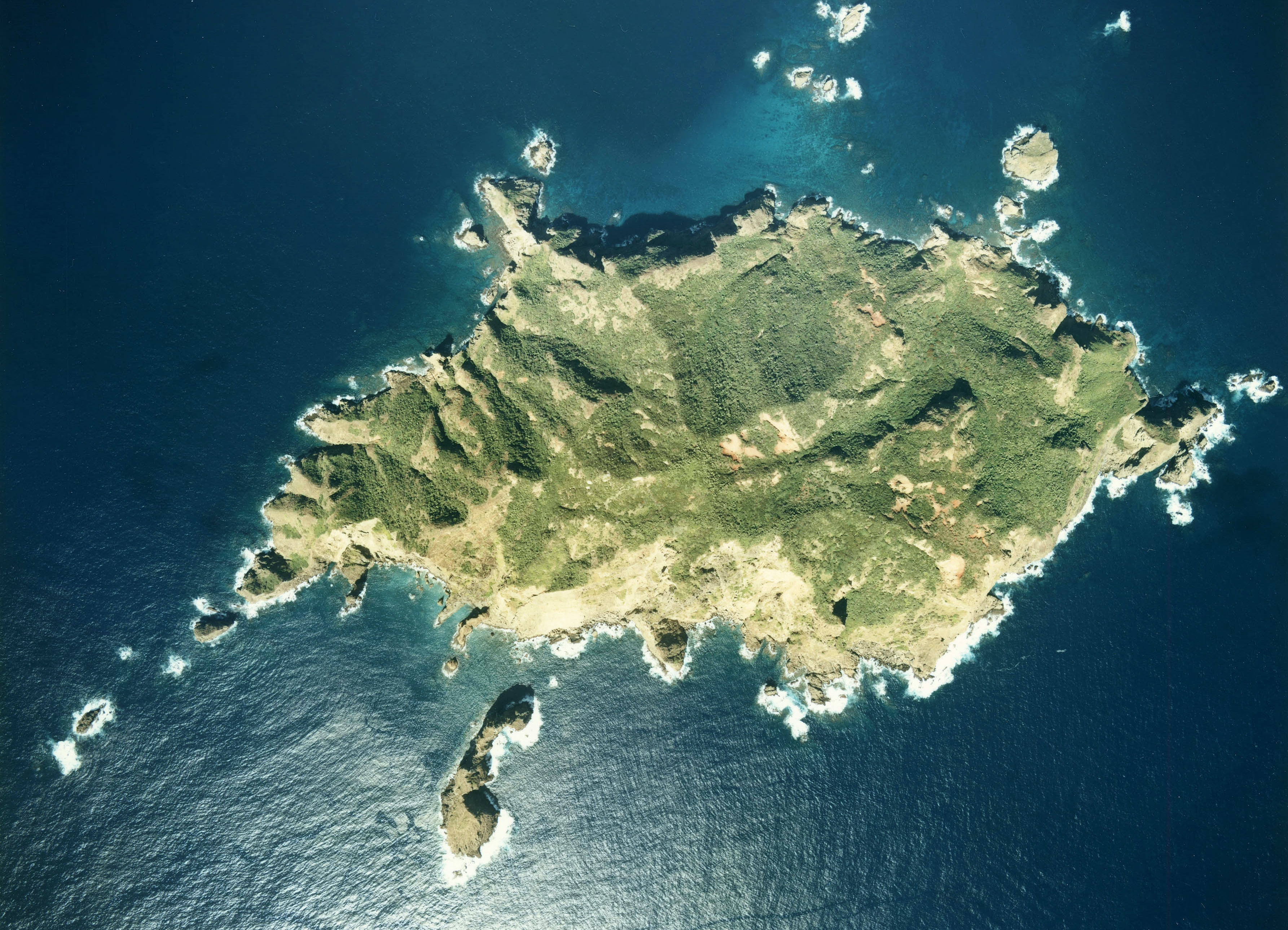
Imōto-jima
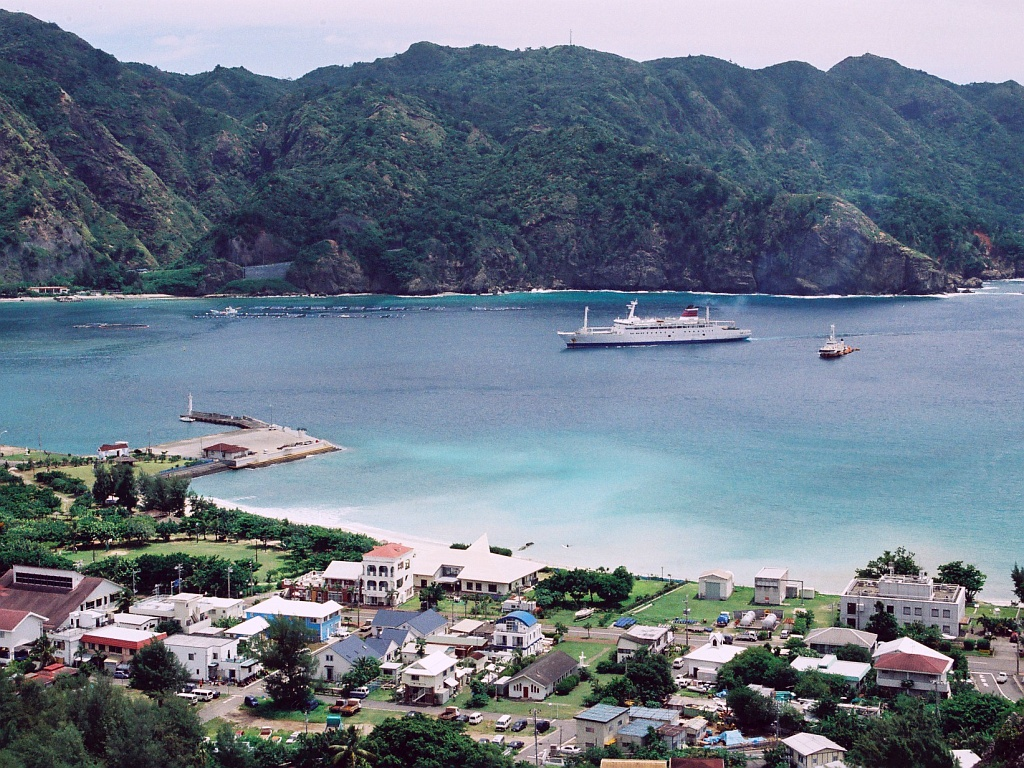
Futami-kō (früher Port Lloyd), das natürliche Hafenbecken auf Chichi-jima